# Lee Eun-saem
Lee Eun-saem (hangul: 이은샘; nascida em 10 de outubro de 1999) é uma atriz sul-coreana. Ela é conhecida por seus papéis em dramas como The Red Sleeve, The Miracle We Met, Bad Papa, Black Dog: Being A Teacher, e All of Us Are Dead. Ela também apareceu nos filmes Jeungin, Cheongnyeon gyeongchal, Akinjeon, e The Fault Is Not Yours.

## Filmografia

### Cinema
| Ano  | Título                 | Título em coreano     | Personagem                |
| ---- | ---------------------- | --------------------- | ------------------------- |
| 2009 | Fly, Penguin           | 날아라 펭귄           | Soo-ji                    |
| 2017 | Cheongnyeon gyeongchal | 청년경찰              | Eun-sam                   |
| 2019 | Jeungin                | 증인                  | Estudante do ensino médio |
| 2019 | Akinjeon               | 악인전                | Estudante do ensino médio |
| 2019 | The Fault Is Not Yours | 어제 일은 모두 괜찮아 | Mi-ran                    |

### Séries de televisão
| Ano  | Título                     | Personagem    | Notas                         |
| ---- | -------------------------- | ------------- | ----------------------------- |
| 2007 | Landscape in My Heart      | Si-eun        |                               |
| 2008 | Kokkiri                    | Park-yeon     |                               |
| 2008 | Birth of a New Couple      | Yoo-su        |                               |
| 2018 | Bad Papa                   | Lee Seul-ki   |                               |
| 2018 | Drama Stage: "Anthology"   | Choi Sung-ji  | 1ª Temporada; Drama de um ato |
| 2018 | The Miracle We Met         | Young-ju      |                               |
| 2018 | Priest                     | Chae Yi-soo   |                               |
| 2019 | Black Dog: Being A Teacher | Jin Yoo-ra    |                               |
| 2021 | The Red Sleeve             | Son Young-hee |                               |
| 2022 | Cheer Up                   | Ju Seon-ja    |                               |

### Webséries
| Ano  | Título             | Personagem  |
| ---- | ------------------ | ----------- |
| 2017 | Sweet Revenge      | Lee So-eun  |
| 2022 | All of Us Are Dead | Park Mi-jin |
| 2023 | Bitch × Rich       | Kim Hye-in  |

## Prêmios e indicações
| Associações           | Ano  | Categoria                           | Nomeações          | Resultado |
| --------------------- | ---- | ----------------------------------- | ------------------ | --------- |
| Director's Cut Awards | 2023 | Melhor Atriz Revelação na Televisão | All of Us Are Dead | Indicada  |
| SBS Drama Awards      | 2022 | Melhor Atriz Revelação              | Cheer Up           | Venceu    |
| SBS Drama Awards      | 2022 | Melhor Equipe Coadjuvante           | Cheer Up           | Venceu    |